# Mondscheinkinder (Film)
Mondscheinkinder ist ein deutscher Kinder- und Jugendfilm aus dem Jahr 2006.

## Handlung
Paul ist das titelgebende Mondscheinkind. Eine unheilbare Krankheit führt dazu, dass er sich nicht dem Sonnenlicht aussetzen darf. Dadurch wird nicht nur das Leben des Sechsjährigen, sondern auch das der Familie, insbesondere der doppelt so alten Schwester Lisa dominiert.
Jeden Tag verbringen die beiden zusammen  und erleben in ihrer Fantasie Abenteuer.
Paul irrt als verschollener Weltraumkapitän durchs Weltall, Lisa stellt die ihn begleitende Wissenschaftlerin dar.
Zusätzlich verkompliziert wird Lisas Leben durch Simon, in den sich das Mädchen verliebt. Paul bemerkt, dass seine Schwester ihre Aufmerksamkeit nicht mehr allein ihm schenkt. Zugleich verschlechtert sich der Zustand des Jungen, sodass Lisa sich überfordert fühlt, ihre erste Liebe und die Sorge um ihren Bruder zu vereinen.

## Hintergrund
Mondscheinkinder war Manuela Stackes Abschlussfilm an der Hochschule für Fernsehen und Film München und in Kooperation mit der Filmuniversität Babelsberg Konrad Wolf auch der für sechs weitere am Film Beteiligte. Beide Hochschulen fungierten als Coproduzenten des Films.  Alle Kinderdarsteller wurden durch Castingverfahren an mehreren Schulen ausgewählt und hatten keine Schauspielausbildung.
Mondscheinkinder wurde von der Luna-Film GmbH produziert. Gedreht wurde der Film von März bis Mai 2005 in Berlin, Brandenburg und Potsdam. Uraufgeführt wurde er am 25. Januar 2006 in beim Filmfestival Max Ophüls Preis in Saarbrücken. Am 7. Dezember 2006 kam er in die deutschen Kinos; auf DVD wurde er am 16. November 2007 veröffentlicht.

## Kritiken
Die Kritiken von Mondscheinkinder sind durchgehend positiv bis begeistert. Dabei wird der Film beziehungsweise die Geschichte mit Attributen wie „berührend“, „phantasievoll“, „traurig und tröstlich zugleich“, „Anfänger-Wunderwerk von einem Film“, „einfühlsam“, ja sogar „überaus einfühlsam“, „großartig“, „wunderbar“, „feinfühlig“ oder „bewegend“ versehen. Man merke dem Film nicht an, dass er ein Debüt ist, meint Antje Schmelcher in ihrer Kritik für die Welt. „Hier stimmt alles von der Auswahl der Charaktere, dem Drehbuch, über die Kameraführung bis zum Soundtrack, obwohl die Mitwirkenden inklusive der Regisseurin allesamt Absolventen von Filmhochschulen sind“. Die Prisma unterbricht zu diesem Punkt allerdings die Lobeshymne und schreibt, dass „einige Szenen zu lang bzw. gedoppelt wirken“ und dass daher „die Dramaturgie manchmal vergessen“ werde. Die Kritik der Cinema schließt mit den Worten „ein Lichtstrahl im Kinodunkel“.
Auch die schauspielerischen Leistungen werden sehr gelobt, besonders die der beiden Hauptdarsteller. Mondscheinkinder sei „gut gespielt“, „die Leistungen der Kinderdarsteller“ „mehr als beachtlich“. Die Regisseurin setze „voll auf ihre glänzenden Darsteller“, die eine „grandiose Lebendigkeit“ zeigen. Leonie Krahl sei zudem „hervorragend“.
Mondscheinkinder sei „gleichermaßen einem jungen und auch betagten Publikum wärmstens zu empfehlen“, es wecke „auch bei den Erwachsenen tiefe Emotionen, denen man sich außerhalb des dunklen Kinosaales nur selten stellt und die weit über das eigentliche Thema hinaus weisen.“ Dennoch spreche der Film „in erster Linie Kinder und Jugendliche“ an.

## Auszeichnungen
Mondscheinkinder nahm 2006 am Max Ophüls Preis teil und gewann den „Publikumspreis“. Der Hauptpreis „Goldener Spatz“ wurde dem Film beim 15. Kinder-Film & Fernsehfestival in Gera verliehen, ebenso der Preis der Fachjury für das beste Drehbuch.